# Voy Perú Airlines
Voy Perú Airlines , será una aerolínea chárter que tendrá su base en el Aeropuerto Internacional Jorge Chávez en Lima, Perú. Ofrecerá servicios chárter a nivel regional, nacional e internacional, con aviones en configuración vip y normales. También operara vuelos privados, vuelos de negocios y servicios de evacuación médica.

## Historia
La aerolínea fue fundada el 15 de agosto de 2011, e tiene planeado iniciar sus operaciones el 2013. En un principio la aerolínea se llamaba Shamrock Airlines, la cual fue cambiada antes de presentar el oficio de operación de vuelos al Ministerio de Transportes y Comunicaciones del Perú, para en transporte no regular de pasajeros. La compañía es propiedad de la inmobiliaria Shamrock del Perú.

## Destinos y zonas de operación[2]
- Departamento de Amazonas
  - Chachapoyas - Aeropuerto de Chachapoyas
  - Rodríguez de Mendoza - Aeropuerto de San Nicolás
- Departamento de Ancash
  - Chimbote - Aeropuerto Teniente FAP Jaime Montreuil Morales
  - Huascarán - Aeropuerto de Huascaran
  - Huaraz - Aeropuerto Comandante FAP German Arias Graziani
- Departamento de Arequipa
  -  Arequipa - Aeropuerto Internacional Rodríguez Ballón
- Departamento de Ayacucho
  -  Ayacucho - Aeropuerto Coronel FAP Alfredo Mendivil Duarte
- Departamento de Cajamarca
  -  Cajamarca - Aeropuerto Mayor General FAP Armando Revoredo Iglesias
- Departamento de Cuzco
  -  Cuzco - Aeropuerto Internacional Alejandro Velasco Astete
- Departamento de Huánuco
  -  Huánuco - Aeropuerto Alf. FAP David Figueroa Fernandini
  -  Tingo María - Aeropuerto Tingo María
- Departamento de Ica
  -  Nasca - Aeropuerto María Reiche Neuman
  -  María Reiche Neuman - Aeropuerto María Reiche Neuman
  -  Pisco - Aeropuerto Capitán FAP Renán Elías Olivera
- Departamento de La Libertad
  -  Trujillo - Aeropuerto Internacional Capitán FAP Carlos Martínez de Pinillos
- Departamento de Lambayeque
  -  Chiclayo - Aeropuerto Internacional Capitán FAP José A. Quiñones
- Departamento de Lima
  - Aeropuerto Internacional Jorge Chávez
  - Lib Mandi Metropolitano
- Departamento de Loreto
  -  Iquitos - Aeropuerto Internacional Coronel FAP Francisco Secada Vignetta
- Departamento de Madre de Dios
  -  Puerto Maldonado - Aeropuerto Internacional de Puerto Maldonado
- Departamento de Moquegua
  -  Ilo - Aeropuerto de Ilo
- Departamento de Piura
  -  Piura - Aeropuerto Internacional Capitán FAP Guillermo Concha Iberico
  -  Talara - Aeropuerto Internacional Capitán FAP Víctor Montes Arias
- Departamento de Puno
  -  Juliaca - Aeropuerto Internacional Inca Manco Cápac
- Departamento de San Martín
  - Juanjuí - Aeropuerto de Juanjui
  - Moyobamba - Aeródromo Antonio Simons Vela, Aeropuerto Nacional del Alto Mayo en Calzada
  - Rioja (Perú) - Aeropuerto Juan Simons Vela
  - Tocache - Aeropuerto de Tocache
  -  Tarapoto- Aeropuerto Cadete FAP Guillermo del Castillo Paredes
- Departamento de Tacna
  -  Tacna - Aeropuerto Internacional Coronel FAP Carlos Ciriani Santa Rosa
- Departamento de Tumbes
  -  Tumbes - Aeropuerto Capitán FAP Pedro Canga Rodríguez
- Departamento de Ucayali
  -  Pucallpa - Aeropuerto Internacional Capitán FAP David Abensur Rengifo

## Flota[3]
- Airbus A318
- Airbus A319
- Airbus A320
- Airbus A321
- Bombardier Challenger 601
- Bombardier Challenger 604
- Learjet 35A
- Bombardier Dash 8 Q300
- Bombardier Dash 8 Q400
- Fokker F-50
- Fokker F-100
- Fokker F-27
- Boeing 727
- Boeing 737
- Boeing 757
- Boeing 767
- Embraer 145
- Embraer 175
- Embraer 190
- Embraer 195
- Dornier 328
- ATR 42
- ATR 72
- Cessna 150
- Cessna 152
- Cessna 172
- Cessna 182
- Cessna 206
- Cessna 208 Caravan
- Beechcraft B-200
- Beechcraft B-90
- Beechcraft 1900
- Piper Cherokee
- Cirrus SR20
- Cirrus SR22